# اچ‌ام‌اس گادسدن (۱۹۱۷)
اچ‌ام‌اس گادسدن (۱۹۱۷) (به انگلیسی: HMS Gaddesden (1917)) یک کشتی بود که طول آن ۲۳۱ فوت (۷۰ متر) بود. این کشتی در سال ۱۹۱۷ ساخته شد.